# Diecéze münsterská
Diecéze Münster (německy Bistum Münster, latinsky Dioecesis Monasteriensis) je diecéze římskokatolické církve v severozápadním Německu, v metropoli Kolín nad Rýnem. Byl založena v roce 800 papežem Lvem III. Od té doby se jeho hranice třikrát změnily, naposledy v roce 1957.

## Biskupové
- Diecézní biskup: Felix Genn